# Mizerna
Mizerna – wieś w Polsce położona w województwie małopolskim, w powiecie nowotarskim, w gminie Czorsztyn.
Wieś królewska, położona w drugiej połowie XVI wieku w powiecie sądeckim województwa krakowskiego, należała do tenuty czorsztyńskiej. W latach 1975–1998 miejscowość administracyjnie należała do województwa nowosądeckiego.
W miejscowości znajduje się kościół NMP Różańcowej wybudowany w latach 1989–1991. Niektóre obrazy pochodzą z kościoła św. Mikołaja w Maniowach, wyburzonego z powodu budowy zapory czorsztyńskiej. Przy okazji obrazy te zostały odrestaurowane. Wieś posiada własny cmentarz.
Urodził się tutaj były duchowny i biskup katolicki – Józef Wesołowski.
Miejscowość położona jest w dolinie potoku Mizerzanka na południowych stokach Lubania. Jest wsią turystyczno-letniskową.
Po powstaniu Jeziora Czorsztyńskiego w dole wioski powstały dwie przystanie wodne z wypożyczalniami sprzętu wodnego. W górnej części wioski wybudowano na potoku tamę i utworzono kąpielisko.